# Dinamica a terrazze
La dinamica a terrazze è una peculiarità stilistica che fino agli ultimi decenni del XX secolo era considerata tipica della musica barocca. Consiste nella contrapposizione fra sezioni di sonorità molto differente, con bruschi cambiamenti di intensità, dal forte al piano e viceversa, senza l'utilizzo di effetti dinamici progressivi come il crescendo o il diminuendo. 
In realtà quest'interpretazione della dinamica nella musica barocca deriva da un moderno fraintendimento della notazione musicale dell'epoca, che non prevedeva segni per indicare sfumature dinamiche, ma solo le indicazioni "piano" e "forte". Queste indicazioni, viceversa, si applicavano all'inizio a contesti molto particolari, in cui era necessario segnalare un forte contrasto dinamico nella ripetizione di una medesima sezione (ad esempio per un effetto di eco, espediente stilistico frequente nella prima metà del XVII secolo). 
È vero che i principali strumenti a tastiera dell'epoca, l'organo e il clavicembalo, tramite i propri registri consentivano effettivamente solo variazioni dinamiche "a gradini", non effetti di crescendo o sfumature intermedie. Nella tecnica vocale e in quella degli altri strumenti, per contro, non c'è motivo di credere che la dinamica non potesse subire variazioni graduali e sfumature: al contrario, vi sono indicazioni precise sul fatto che l'emissione sonora dovesse variare in intensità e timbro in accordo con l'espressione (musicale e retorica) della frase; alla pari di tutte le sfumature di fraseggio (legature, staccati ecc.) e di buona parte degli abbellimenti, la scelta degli effetti dinamici era appannaggio dell'esecutore e non era prescritta dal compositore. 
Da tutto questo è nato, al tempo della riscoperta del repertorio barocco nel XX secolo, l'equivoco secondo cui l'unico tipo di effetto dinamico in uso all'epoca sarebbe stato quello "a terrazze", tesi oggi abbandonata dagli studiosi e dagli interpreti specializzati in questo repertorio.
Le indicazioni forte e piano  cominciarono ad apparire sugli spartiti alla fine del cinquecento, nel periodo di diffusione delle canzoni da sonar. Primi esempi sono le canzoni alla francese (1596) di Adriano Banchieri e la sonata Pian'e Forte di Giovanni Gabrieli (1597). All'epoca di Gabrieli quest'utilizzo delle dinamiche veniva sovente interpretato con un differenziamento dell'organico, portando alla nascita del tutti e dei soli nelle sezioni di forte e di piano rispettivamente. La contrapposizione tra sezioni di sonorità differente è tipica dello stile concertante. La notazione evolverà progressivamente verso l'uso di indicazioni d'intensità sempre più raffinate (già in Vivaldi si osserva l'impiego di tredici differenti colori, dal pianissimo al fortissimo); nel corso del XVIII secolo gli effetti dinamici diventeranno la risorsa espressiva dominante rispetto ad altre sfumature del fraseggio, e in questa prospettiva si svilupperanno novità tecniche per permettere agli strumenti più ampie escursioni dinamiche (e per permettere variazioni dinamiche graduali nell'organo, con l'introduzione della cassa espressiva), si affermeranno il pianoforte e la concezione più unitaria e sinfonica dell'orchestra, propria dello stile galante e del classicismo.